# メガ・シャークVSジャイアント・オクトパス
『メガ・シャークVSジャイアント・オクトパス』（原題: Mega Shark vs Giant Octopus）は、アメリカ合衆国のビデオ映画。ストーリーは日本のニューセレクト社が考案した。

## あらすじ
アラスカ沖のチュコト海で米軍の軍用ヘリが新型ソナーの性能テストを行っていた。海中では小型潜水艇で女性科学者のエマがクジラの群れを観察していたが、新型ソナーの影響でクジラの群れが暴走して海岸の氷壁に激突する。さらに氷壁が崩れ始め、エマは崩落を必死に避けながら、氷壁の中から現れた二匹の巨大生物を目撃する。
その後、エマは海岸に漂着したクジラの死体を調査し、歯のようなものが刺さっているのを発見。恩師であるサンダース博士のもとに持ち込み、正体を調べる。その歯は、すでに絶滅したはずのメガロドンのものであった。
その頃、海上を飛ぶ旅客機を、歯の持ち主であるメガ・シャークが襲撃。海中から飛び出し、旅客機に食らいついて撃墜する。
一方、日本近海にある石油採掘基地が謎の巨大生物に襲撃される。日本人科学者のシマダは、生存者から採掘基地を襲った生物の特徴を聞き出す。
シマダはサンダース博士とエマのもとを訪れ、生存者の描いたスケッチを見せる。その特徴は明らかにメガロドンのものとは異なっていた。氷壁が崩れた時の映像を分析したところ、そこには巨大なサメとタコの姿が写っていた。そこへ米軍が現れ三人を拘束。頻発する海難事故の原因究明を要請する。
三人の話により、海洋に二匹の巨大生物が存在することが明らかとなる。米軍は攻撃を開始するが、メガ・シャークはそれをものともせず、米軍艦を撃沈。二匹を退治するために、フェロモンで攻撃しやすい場所へ誘き寄せる作戦が立案され、エマとサンダース博士はサンフランシスコ湾、シマダは東京湾へ向かう。
サンフランシスコ湾にはメガ・シャーク、東京湾にはジャイアント・オクトパスが向かってくる。湾に入り込んだメガ・シャークに米軍は攻撃を仕掛けるが、何の効果もなく、反撃されあえなく敗退。東京湾でのジャイアント・オクトパスとの戦いも、人類の敗北に終わる。
最後の手段として米軍は核攻撃を提案するが、それはあまりにも代償が大きい。エマは、二匹を戦わせる作戦を思いつく。
アラスカ沖にフェロモンを散布し、二匹をおびき寄せる。そして現れた二匹の巨大生物は、決着をつけるべく戦い始める。壮絶な死闘の末、二匹は力尽き、海底へと沈んでいった。

## 登場する海獣
メガ・シャーク
アラスカ沖の氷壁の中で凍りついていたメガロドンの末裔。ジャイアント・オクトパスとの戦闘中に氷河期が到来したが、それでも戦闘をやめず、どちらも凍りついていた。想像を絶する巨体とパワーを誇り、泳ぐ速度は500ノットに達する。人類の攻撃は一切通用しない。
なお、劇中では一貫してメガロドンと呼ばれているが、外見以外は実際のメガロドンと大きく異なる。
ジャイアント・オクトパス
メガ・シャークと共に凍りついていた巨大タコ。その巨体とパワーはメガ・シャークにもひけを取らない。

## キャスト
| 役名                 | 俳優                   | 日本語吹替 |
| -------------------- | ---------------------- | ---------- |
| エマ・マクニール     | デボラ・ギブソン       | 岡寛恵     |
| ラマール・サンダース | ショーン・ローラー     | 仲野裕     |
| セイジ・シマダ       | ヴィク・チャオ         | 落合弘治   |
| アラン・バクスター   | ロレンツォ・ラマス     | 志村知幸   |
| ディック・リッチー   | マーク・ヘングスト     | 佐藤広太   |
| ビンス               | ジョナサン・ネイション | 北川勝博   |

- その他日本語吹替：三上哲、黒澤剛史、古宮吾一、大村歌奈